# John Holmes (Pornodarsteller)
John Curtis Holmes (geb. Estes; * 8. August 1944 in Ashville, Ohio; † 13. März 1988 in Los Angeles, Kalifornien), auch bekannt als Johnny Wadd, war ein US-amerikanischer Pornodarsteller.

## Leben

### Frühes Leben
John Holmes wuchs als jüngstes von fünf Kindern auf. Seine Mutter Mary Estes, eine strenggläubige Baptistin, heiratete 1946 Edward Holmes, dessen Familiennamen er annahm. Sein Stiefvater war manisch-depressiv und alkoholkrank. Ab 1948 besuchte Holmes zwölf Jahre lang die Millport Chapel Church Sunday School, im Jahr 1960 ging er zur US-Army und wurde in Nürnberg stationiert. 1963 verließ er den Militärdienst und heiratete im August 1965 eine Krankenschwester.

### Karriere als Pornodarsteller
Holmes arbeitete nach seiner Trauung unter anderem als Gabelstaplerfahrer in einer Fleischfabrik. Wegen gesundheitlicher Probleme war er jedoch auf der Suche nach einem passenderen Job. Nach Angaben seiner Frau Sharon sprach ihn ein Mann auf einer öffentlichen Toilette an, ob er nicht Pornodarsteller werden wolle, wozu sich Holmes 1968 entschied. Nach Angaben seines Agenten war die Geschichte eines Studiums frei erfunden, Holmes selbst soll sie in Interviews kolportiert haben.
Holmes begann seine Pornofilmkarriere 1969 und setzte sie bis kurz vor seinem Tod fort. Er spielte in ca. 1.750 Filmen mit, wobei sehr viele Filme an nur einem Tag gedreht wurden. Er hatte vor der Kamera sowie außerhalb des Filmgeschäfts Geschlechtsverkehr mit mehreren tausend Frauen und auch zahlreichen Männern; nach eigenen, vermutlich stark übertriebenen Schätzungen mit rund 14.000 Frauen. Weit realistischere Schätzungen gehen von etwa 3.000 aus.
Er trat auch unter zahlreichen anderen Pseudonymen auf, darunter John Duval, John Fallus, John Rey und Big John, in deutschsprachigen Ländern trug er auch den Spitznamen „Mister 33 Zentimeter“ nach der angeblichen Länge seines Gliedes. Zumeist benutzte er jedoch den Alias Johnny Wadd.

### Drogenabhängigkeit, Kriminalität, Erkrankung an AIDS und Tod
Während seiner Karriere als Pornostar und Gigolo in den 1970er-Jahren gab er sein Geld genauso schnell wieder aus, wie er es einnahm, vor allem für Drogen. Gegen Ende des Jahrzehnts litt seine sexuelle Potenz zusehends unter seiner Drogenabhängigkeit, und Holmes fand daher keine Filmrollen mehr. Er finanzierte sich durch Einbrüche in Häuser und Autos und durch die Arbeit als Drogenkurier.
1981 soll er Zeuge bzw. Mittäter bei einem Vierfachmord im Drogenmilieu der Wohngegend Laurel Canyon in Kalifornien gewesen sein; 1982 wurde er vom Mordvorwurf freigesprochen. Der Mord wurde erst im Jahr 2000 aufgeklärt: Der Nachtclubbesitzer Eddie Nash bekannte sich vor Gericht schuldig. Holmes soll die Ermordeten zu einem Einbruch in Nashs Haus überredet und dabei unterstützt haben. Die Ereignisse wurden 2003 mit Val Kilmer unter dem Titel Wonderland verfilmt.
Danach versuchte Holmes vergeblich seine Drogensucht zu überwinden und stieg wieder ins Pornofilmgeschäft ein. 1985 wurde bei ihm AIDS diagnostiziert. Er verheimlichte die Diagnose soweit möglich und drehte weiterhin Sexfilme bis kurz vor seinem Tod. An Komplikationen in Bezug auf seine AIDS-Erkrankung verstarb er schließlich. 
1987 heiratete er in zweiter Ehe die Pornodarstellerin Laurie Rose („Misty Dawn“) in der Little Chapel of the Flowers in Las Vegas.

## Rezeption
Das Leben von John Holmes diente als Vorlage für die Spielfilme Boogie Nights und Wonderland. Der biografische Dokumentarfilm WADD – The Life & Times of John C. Holmes gibt unter anderem durch Interviews mit Holmes selbst und zahlreichen Zeitzeugen Einblicke in sein wirkliches Leben.
Auf der Boogie Nights Arthaus Premium Edition DVD ist als Easter Egg eine halbstündige Dokumentation (von ca. 1982) über Holmes zu sehen. In dieser Revue werden Holmes’ Werdegang, seine Einstellung zu Frauen und Sex sowie die Meinung der Bevölkerung über die Pornobranche behandelt.

## Trivia
Holmes war der erste Superstar in der Geschichte des Pornofilms. Hierzu trugen die angebliche Länge seines Penis („Mister 33 Zentimeter“) und seine legendäre Potenz („The All-Time World’s Greatest“) ebenso bei, wie die schier unglaubliche Zahl der Pornofilme, in denen er mitgespielt haben soll (rund 1.750 Titel gelten als belegt; einige Berichte sprechen auch von mehr als 2.000 Pornofilmen). Er war bislang der einzige Pornodarsteller, der einen Nachruf in der New York Times sowie in einigen anderen wichtigen Medien erhielt.
Er trug eine bestimmte Variation eines männlichen Schnauzbarts (Oberlippenbart), charakterisiert durch eine kurz rasierte und dünne Form. In den 1970er Jahren wurde dies zu einer gängigen Rasurart männlicher Pornodarsteller, was maßgeblich von Holmes geprägt wurde. Umgangssprachlich wurde diese Art von Schnauzbart mit dem zeitweise weithin bekannten Begriff Pornobalken bezeichnet.
Der deutsche Pornodarsteller Steve Holmes wählte seinen Künstlernamen in Anlehnung an John Holmes.

## Filmografie (Auswahl)
Die nachfolgend aufgeführten Filme gehören zu den „Top 50“-Titeln gemäß der Internet Adult Film Database:
- Around the World with John „The Wadd“ Holmes (1975, VCX)
- Best of John Holmes (1984, Wet Video)
- Ginger Lynn Meets John Holmes (1991)
- John C. Holmes – The Lost Films (1988, Penguin Productions)
- John Holmes and the All-Star Sex Queens (1979, Zane Entertainment Group)
- John Holmes Exposed (1978, AVC)
- Gay-Film: John Holmes Goes Gay! (2002)
- Gay-Film: John Holmes in Wonderland (2003, Gentlemen’s Video)
- John Holmes King of X (1988, Limousine)
- John Holmes Superstar (1980, AVC)